# موريس غروس
موريس غروس (بالفرنسية: Maurice Gross) هو لغوي فرنسي، ولد في 21 يوليو 1934 في سيدا (فرنسا) في فرنسا، وتوفي في 8 ديسمبر 2001 في باريس في فرنسا.